# Pazifik-Freischwanzfledermaus
Die Pazifik-Freischwanzfledermaus (Emballonura semicaudata) ist eine in Ozeanien verbreitete Fledermaus in der Familie der Glattnasen-Freischwänze. Das Typusexemplar stammt aus Samoa.

## Merkmale
Mit einer Kopf-Rumpf-Länge von 41 bis 49 mm, einer Unterarmlänge von 44 bis 48 mm, Ohren von 10 bis 13,5 mm Länge und einem Gewicht von 5,5 bis 8 g ist die Art ein mittelgroßer Gattungsvertreter. Die Länge des Schwanzes ist nicht bekannt. Allgemein erreichen Weibchen eine größere Statur. Die Oberseite ist mit dunkelbraunem Fell bedeckt, während auf der Unterseite hellbraunes bis gelbbraunes Fell vorkommt. Weitere Kennzeichen sind schwarze Flughäute, Ohren und nackte Bereiche im Gesicht. Auffällig sind die großen Augen mit dunkelbrauner Iris.

## Verbreitung
Die Art lebt auf verschiedenen Inselgruppen in Ozeanien wie Fidschi, Palau, Aguijan und auf den Karolinen. Die Populationen auf Guam und Vanuatu sind ausgestorben. Vermutlich gibt es keine Populationen mehr auf Samoa und Tonga. Die Exemplare jagen am Tage und in der Nacht in Wäldern. Sie erreichen 300 Meter Höhe.

## Lebensweise

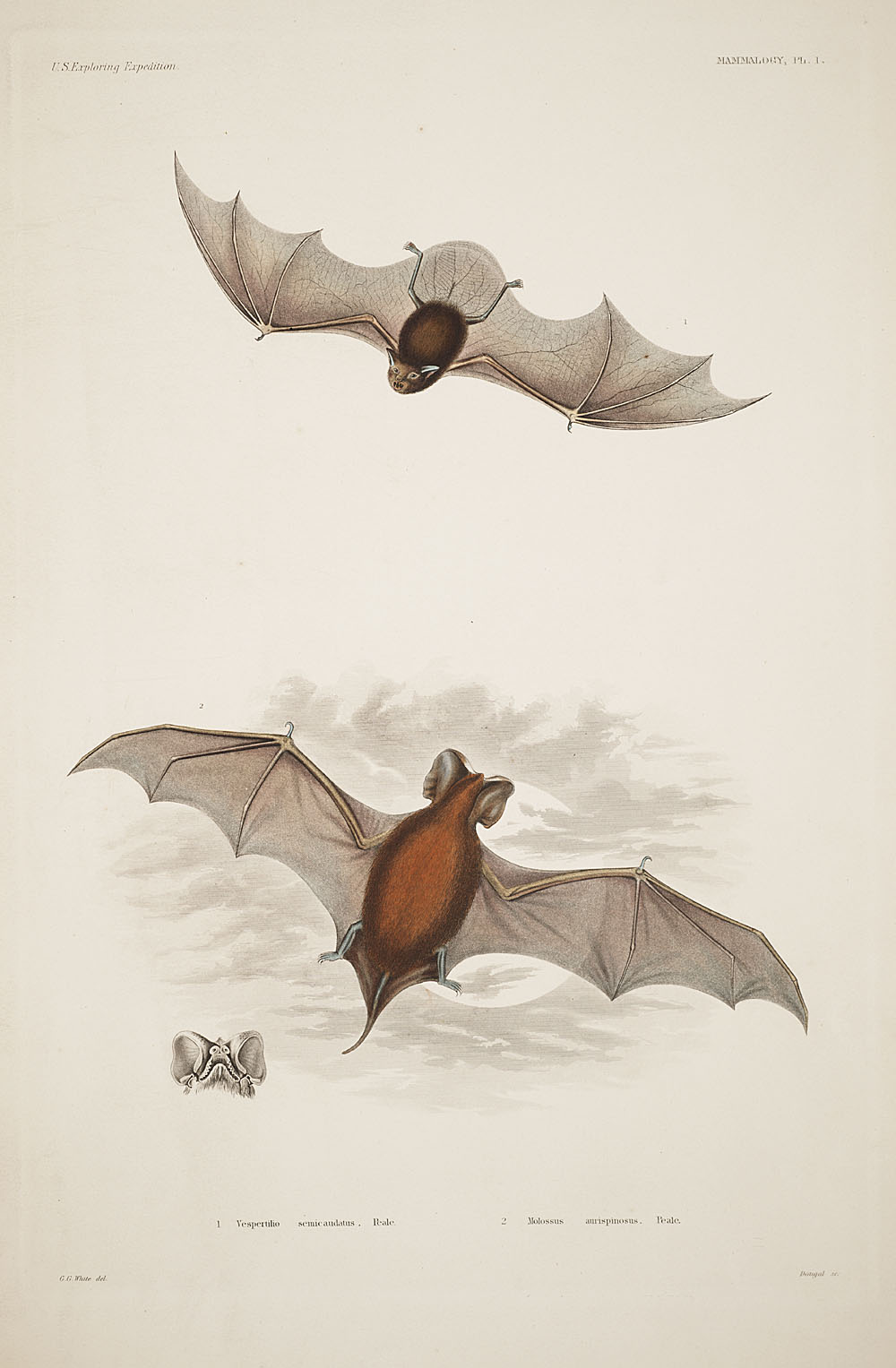
Fliegendes Exemplar (oben), die Spitze des Schwanzes ragt jedoch aus der Schwanzflughaut heraus.

Die Pazifik-Freischwanzfledermaus bildet in Kalksteinhöhlen oder Felsspalten kleinere oder große Kolonien mit etwa 300 Mitgliedern. Manchmal teilen sie ihren Ruheplatz mit Seglern der Gattung Aerodramus. Eine Population hat hauptsächlich Hautflügler und Schmetterlinge als Beute. Die Jagd findet meist in der Nähe des Verstecks statt. Manchmal besucht die Art kleinere Ortschaften. Die gefangenen Insekten haben eine Länge von 1,7 bis 6,4 mm. Die Fortpflanzung findet auf Aguijan zwischen dem späten Juni und November statt. Ein Wurf besteht aus einem Neugeborenen.

## Gefährdung
Die auf ihren isolierten Inseln lebenden Populationen sind vor allem durch Stürme bedroht. Dabei werden gelegentlich die Höhlen in Küstennähe überflutet. An anderen Orten sind die Fledermäuse durch störende Besucher, die Guano sammeln oder als Touristen vorbeikommen, gefährdet. Die Begrenzung auf weit voneinander liegende Inseln führt zu einer geringen genetischen Variation. Laut Schätzungen verringerte sich die Gesamtpopulation in den 7,5 Jahren vor 2019 mit mehr als 50 Prozent. Die IUCN listet die F als stark gefährdet (endangered), wobei verschiedene Populationen vom Aussterben bedroht sind.